# Famiglia Vesta

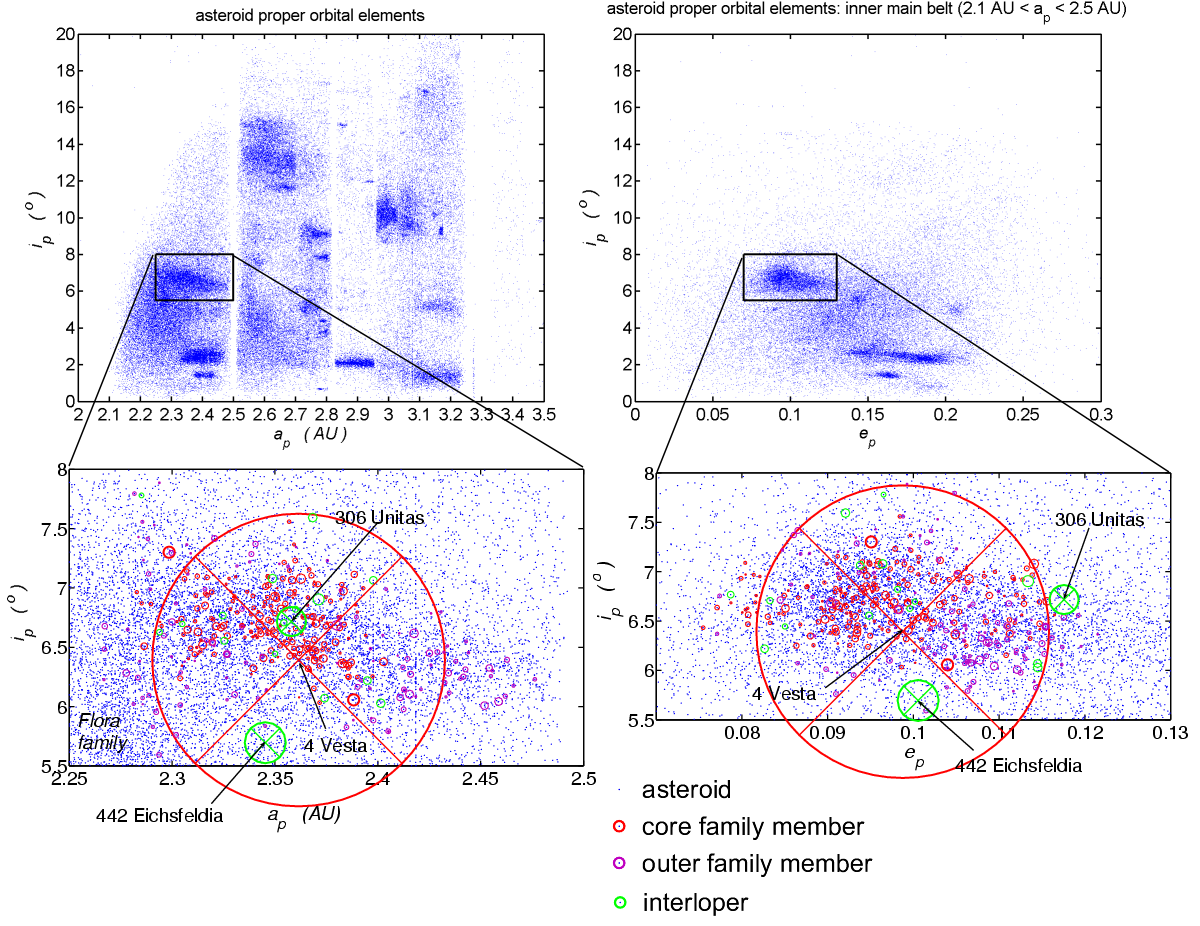
Famiglia Vesta

La famiglia di asteroidi Vesta è un grande e importante raggruppamento di molti asteroidi di tipo V nella fascia principale profonda nei pressi di 4 Vesta. Approssimativamente il 6% della fascia principale di asteroidi appartiene a questa famiglia.

## Caratteristiche
Comprende 4 Vesta, il secondo più esteso asteroide (diametro medio di 530 km), e alcuni piccoli asteroidi sotto i 10 km di diametro. I più luminosi di questi: 1929 Kollaa e 2045 Peking hanno una magnitudine assoluta di 12,2, dal che si può dedurre un raggio di circa 7,5 km data la stessa elevata albedo di 4 Vesta, o qualcosa di più se essi sono più scuri.
I membri della famiglia nacquero da un impatto sull'asteroide 4 Vesta, in particolare il gigantesco cratere del polo sud è il più probabile punto d'impatto. Si ritiene che i membri della famiglia siano l'origine delle meteoriti HED.
La famiglia include anche alcuni asteroidi di tipo J (collegati al tipo V), che si pensa provengano dagli strati più profondi della crosta di Vesta e corrispondono ai meteoriti diogeniti.
Un'analisi numerica HCM (Zappalà, 1995) determinò un gran numero di 'noccioli' della famiglia, i cui elementi orbitali propri si trovano nella distanza approssimativa
|     | ap      | ep    | ip   |
| --- | ------- | ----- | ---- |
| min | 2.26 UA | 0.075 | 5.6° |
| max | 2.48 UA | 0.122 | 7.9° |

Da qui si ricavano i confini approssimativi della famiglia. all'epoca attuale, la distanza osculatrice degli elementi orbitali di questi membri più importanti è
|     | a       | e     | i    |
| --- | ------- | ----- | ---- |
| min | 2.26 UA | 0.035 | 5.0° |
| max | 2.48 UA | 0.162 | 8.3° |

L'analisi di Zappalà del 1995 trovò 235 membri essenziali. Una recente ricerca in un database di elementi propri (AstDys) su 96944 corpi minori nel 2005 trovò 6051 oggetti (circa il 6% del totale) giacenti nella regione della famiglia Vesta come nella prima tavola qui sopra.

## Asteroidi
| Nome | Nome           | Diametro medio | Semiasse maggiore | Inclinazione orbitale | Eccentricità | Scoperta |
| ---- | -------------- | -------------- | ----------------- | --------------------- | ------------ | -------- |
| 4    | Vesta          | 525,4          | 2,362             | 7,142                 | 0,090        | 1807     |
| 63   | Ausonia        | 103,1          | 2,395             | 5,773                 | 0,128        | 1861     |
| 556  | Phyllis        | 37,81          | 2,465             | 5,248                 | 0,104        | 1905     |
| 1145 | Robelmonte     | 24,029         | 2,423             | 6,208                 | 0,120        | 1929     |
| 1273 | Helma          | 6,278          | 2,394             | 5,401                 | 0,161        | 1932     |
| 1697 | Koskenniemi    | 11,245         | 2,374             | 5,662                 | 0,1169       | 1940     |
| 1781 | Van Biesbroeck | 8,500          | 2,395             | 6,946                 | 0,107        | 1906     |
| 1906 | Naef           | 7,923          | 2,374             | 6,469                 | 0,1351       | 1972     |
| 1929 | Kollaa         |                |                   |                       |              |          |
| 1933 | Tinchen        | 4,508          | 2,353             | 6,885                 | 0,1228       | 1972     |
| 1959 | Karbyshev      | 6,897          | 2,316             | 6,199                 | 0,1336       | 1972     |
| 1979 | Sakharov       |                |                   |                       |              |          |
| 2011 | Veteraniya     | 5,193          | 2,387             | 6,177                 | 0,149        | 1970     |
| 2024 | McLaughlin     | 7,915          | 2,325             | 7,313                 | 0,1387       | 1952     |
| 2029 | Binomi         | 6,893          | 2,350             | 5,593                 | 0,1285       | 1969     |
| 2045 | Peking         | 9,664          | 2,380             | 6,898                 | 0,055        | 1964     |
| 2086 | Newell         |                |                   |                       |              |          |
| 2098 | Zyskin         |                |                   |                       |              |          |
| 2346 | Lilio          | 10,420         | 2,372             | 5,925                 | 0,156        | 1934     |
| 2419 | Moldavia       |                |                   |                       |              |          |
| 2468 | Repin          |                |                   |                       |              |          |
| 2508 | Alupka         |                |                   |                       |              |          |
| 2511 | Patterson      | 7,849          | 2,298             | 8,053                 | 0,1049       | 1980     |
| 2547 | Hubei          |                | 2,385             | 6,189                 | 0,129        | 1964     |
| 2590 | Mourão         |                |                   |                       |              |          |
| 2795 | Lepage         | 5,882          | 2,296             | 6,041                 | 0,0292       | 1979     |
| 2799 | Justus         | 3,267          | 2,388             | 5,307                 | 0,1281       | 1960     |

## Intrusi
Analisi spettroscopiche hanno mostrato che alcuni dei più grandi membri non facenti parte della famiglia Vesta sono in realtà intrusi. Non fanno parte delle classi spettrali V o J, ma hanno elementi orbitali simili per caso. Questi includono 306 Unitas, 442 Eichsfeldia, 1697 Koskenniemi, 1781 Van Biesbroeck, 2024 McLaughlin, 2029 Binomi, 2086 Newell, 2346 Lilio e altri. (Identificati con il controllo del
PDS asteroid taxonomy data set Archiviato il 19 novembre 2003 in Archive.is.).